# Nordine Aït Ihya
Nourdine Aït Ihya est un boxeur français né à Mantes-la-Jolie le 14 juillet 1988.
Il a fait ses premiers pas dans le noble art au côté de Serge Pokou en 2003 au Boxing Oxygène Club de Mantes-la-Jolie. Depuis 2005, il évolue en équipe de France junior dans la catégorie mi-mouches (moins de 48 kg). Au niveau scolaire, il est diplômé d'un baccalauréat scientifique et a intégré à la rentrée 2006 l'Institut national des sciences appliquées de Lyon.
En 2008, il signe au Ring Berjallien (Bourgoin-Jallieu) et change de catégorie pour tenter sa chance en poids mouches (moins de 51 kg) aux côtés de Papou Ouajif.

## Palmarès sportif

### Championnats nationaux
- Médaillé d'argent au critérium national cadet éducatif -46 kg, 2003/2004
- Champion de France junior des mi-mouches -48 kg, 2004/2005
- Vice-champion de France junior des mi-mouches -48 kg, 2005/2006
- Médaillé de bronze au championnat de France sénior élite des mi-mouches -48 kg, 2006/2007
- Médaillé de bronze au championnat de France sénior élite des mi-mouches -48 kg, 2007/2008
- Vice-champion de France senior élite des poids mouches -51 kg, 2008/2009
- Champion de France senior des poids coqs -54 kg, 2009/2010[1]

### Rencontres internationales
- France/Irlande PP Nantes
- France/Danemark PP Compiègne
- France/Danemark PP Anniche
- Angleterre/France PP Londres, Angleterre
- Angleterre/France GP Lowstoft, Angleterre
- France/Suède GP Nantes
- France/Roumanie GP Calais
- France/Lituanie GP Montbéliard
- France/Lituanie GP La Machine
- Roumanie/France GP Mangalia, Roumanie
- France/Corée du Sud sénior GP (Calais)
- Allemagne/France sénior PP Cologne, Allemagne
- France/Cuba sénior GP La Teste de Buche
- Roumanie/France GP Bucarest
- France/Hongrie, -54 kg, Bourbon-Lancy, 24/10/09 : Ait-Ihya bat Lakatos (HON) aux points (11-7).

### Championnats internationaux
- Quart de finaliste au championnat du Monde junior, Agadir, Maroc, 2006
- Médaillé de bronze au championnat de l'Union européenne junior 2007, Varsovie, Pologne
- Vice-champion d'Europe junior 2007 des mi-mouches -48 kg, Sombor, Serbie, 14/07/07

### Tournois internationaux
- Médaillé de bronze au tournoi Round Robin, Irlande, 2005
- Médaillé d’argent au tournoi Franko Blagonik, Croatie, 2006
- Médaillé d'or -48 kg et meilleur boxeur du tournoi à la Présidents Cup, Wloclawek, Pologne, 2007
- Médaillé de bronze -51 kg au tournoi Golden Glove, Serbie, 2008/2009
- Quart de finaliste -51 kg au tournoi de Debrecen, Hongrie, 2009
- Médaillé d’argent au tournoi du Boxam, La Linea de la Concepcion, Espagne, avril 2009
- Médaillé d'or -54 kg au tournoi Triangulaire d'Amiens, novembre 2009
- Médaillé de bronze -54 kg à la coupe du monde des pays pétroliers, Khanty Mansiysk, Russie, 17-21 décembre 2009

### Jeux de la Francophonie
- Médaillé d'or -51 kg aux 6e Jeux de la Francophonie, Beyrouth, Liban, octobre 2009